# Dong Dong
Dong Dong (xinès simplificat: 董栋; xinès tradicional: 董棟; pinyin: Dǒng Dòng) (Zhengzhou, República Popular de la Xina 1989) és un gimnasta xinès, especialitzat en trampolí i guanyador de dues medalles olímpiques.

## Biografia
Va néixer el 13 d'abril de 1989 a la ciutat de Zhengzhou, població situada a la província de Henan (República Popular de la Xina).

## Carrera esportiva
Va participar, als 19 anys, en els Jocs Olímpics d'Estiu de 2008 realitzats a Pequín (República Popular de la Xina), on va aconseguir guanyar la medalla de bronze en la prova masculina de trampolí. En els Jocs Olímpics d'Estiu de 2012 celebrats a Londres (Regne Unit) va aconseguir guanyar la medalla d'or en aquesta mateixa prova.
Al llarg de la seva carrera ha guanyat onze medalles d'or en el Campionat del Món de trampolí, destacant vuit medalles d'or, i una medalla d'or en els Jocs Asiàtics.